# ذاري الحد (المضاربة والعارة)

تعديل مصدري - تعديل

ذاري الحـد هي إحدى قرى عزلة العارة بمديرية المضاربة والعارة التابعة لمحافظة لحج، بلغ تعداد سكانها 82 نسمة حسب تعداد اليمن لعام 2004.